# 塞永河
46°59′18″N 6°55′20″E / 46.98837°N 6.92224°E

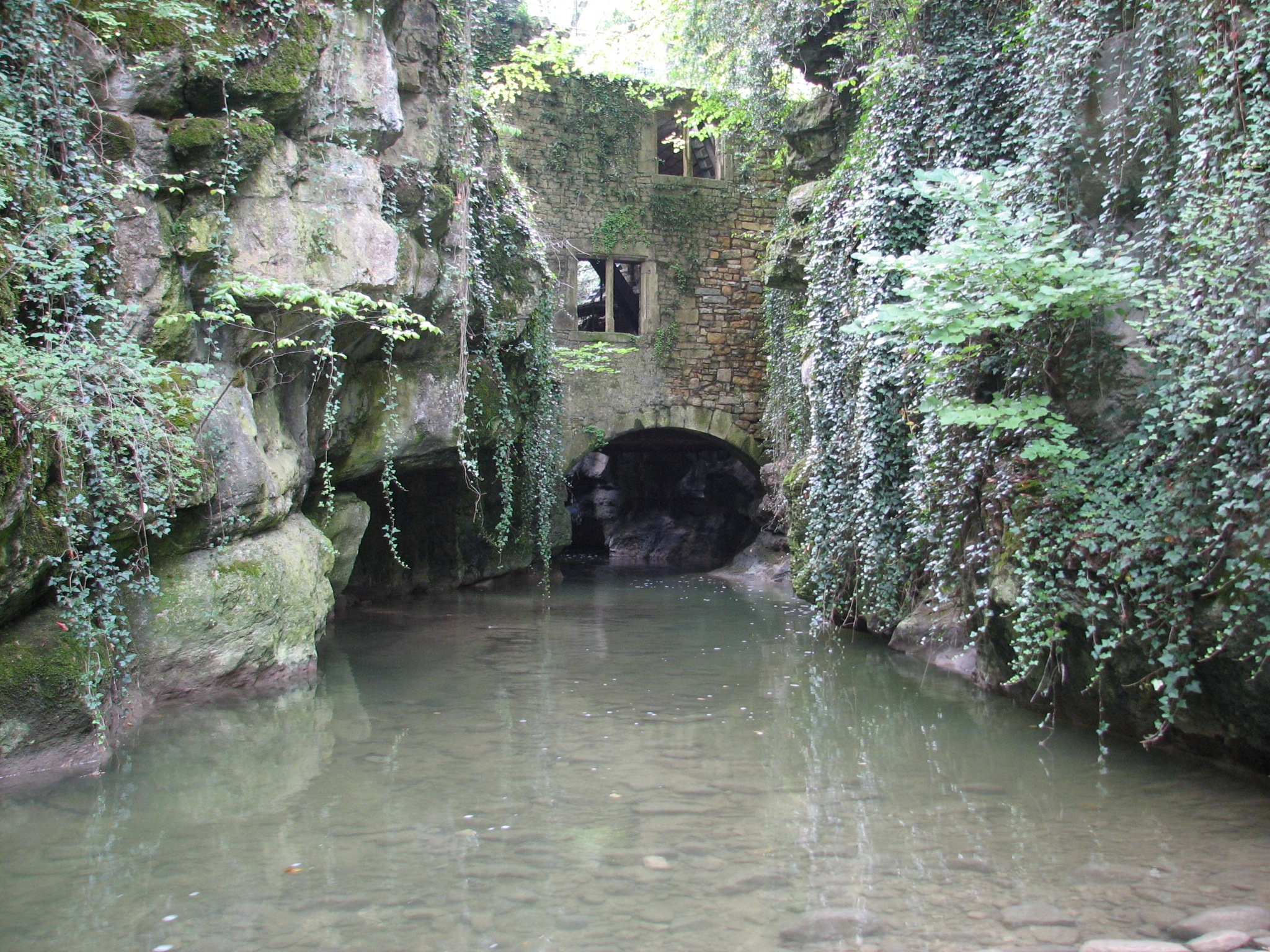

塞永河是瑞士的河流，位於該國西部，流經納沙泰爾州，最終注入納沙泰爾湖，河道全長14.3公里，流域面積114.9平方公里，發源自維利耶，河口處在納沙泰爾。